# The Robots of Dawn
The Robots of Dawn (Els robots de l'alba) és una novel·la policíaca de ciència ficció de l'escriptor americà Isaac Asimov, publicat l'any 1983. És la tercera novel·la de la sèrie de Robots d'Asimov. 
Va ser nominada als premis Hugo i Locus el 1984.

## Resum de trama
El detectiu Elijah Baley, del planeta terra, està entrenant amb el seu fill i altres per vèncer la agorafòbia socialment arrelada quan se li diu que el món Spacer d'Aurora li ha demanat que investigui un delicte: la destrucció de la ment de R. Jander Panell, el robot idèntic a R. Daneel Olivaw, amb un bloc mental. L'inventor del robot, Han Fastolfe, ha admès que és l'única persona amb l'habilitat per fer això, però nega haver-ho fet ell.
Fastolfe també és un membre destacat de la facció política aurorana que afavoreix la Terra; per tant, és políticament convenient que sigui exonerat. 
En ruta cap a Aurora, Baley torna a associar-se amb R. Daneel Olivaw, i va introduir a R. Giskard Reventlov, un robot d'un model anterior.
A Aurora, entrevista a Gladia Delmarre, l'últim propietari de R. Jander, i descobreix que Gladia tenia una relació sexual amb Jander, fins al punt de considerar-ho com un marit. Baley entrevista a l'estranya filla de Fastolfe, Vasilia Fastolfe (àlies "Vasilia Aliena"), qui afirma que el seu pare faria tot el necessari per avançar en la psychohistòria, inclosa la incapacitació del desamor de Jander i Gladia. Després d'això, Baley entrevista a Santirix Gremionis, un Auroran que, amb Gladia i Vasilia, va cometre el tabú d'oferir-se repetidament (sexualment) després del rebuig. Gremionis nega la seva participació en l'assassinat i diu que ha informat sobre Baley al president (l'executiu del govern Auroran) per difamar; però, va comprendre que Vasilia va arreglar la seva enamorada amb Gladia.
Després, Baley entrevista Kelden Amadiro, el principal rival polític de Fastolfe i responsable de l'Institut de Robòtica, que explica les motivacions polítiques de l'Institut: desitgen veure a Aurora colonitzant la Galàxia, mitjançant robots humaniformes que en l'actualitat només pot generar Fastolfe. De camí a l'entrevista amb Amadiro, Baley airfoil (un aerolliscador personal) és forçat a parar. El compressor d'aire ha estat sabotejat. Baley, sospitant d'Amadiro, ordena Daneel i Giskard per fugir.
Quan diversos robots es posen al dia amb el cotxe i pregunten a Baley, Baley els diu que va ordenar a Daneel tornar a l'Institut de Robòtica i se'n van. Baley fuig amb el cotxe al thunderstorm exterior, on la seva agorafòbia el torna inconscient. És salvat per Gladia i Giskard. En una reunió preparada anteriorment amb el president, Fastolfe i Amadiro, Baley acusa a Amadiro de sabotejar el cotxe perquè pugui mantenir-lo indefens a l'Institut i, per tant, tingui una raó legítima per tenir Daneel allà també, sense supervisar. Com afirma Baley, sense la cooperació de Fastolfe, l'única manera d'obtenir coneixement sobre els robots humaniformes és invertir l'enginyer Daneel mitjançant un qüestionament profund, la qual cosa hauria permès a Amadiro conèixer els detalls del seu funcionament.
L'acusació no garantida de Baley no pot suportar una negació formal per part d'un Auroran tan destacat i respecta com Amadiro. No obstant això, Baley s'enfronta a Amadiro amb la revelació que Amadiro sabia de la relació entre Gladia i Jander, i, a més, d'ella considerant-li el seu marit; cosa bastant impensable per a un nadiu Auroran. Amadiro diu que potser l'ha escoltat d'algú, però no recorda qui.
Baley afirma llavors que només un Auroran podria haver informat a Amadiro sobre la relació: Jander. Després, dona la solució al misteri: a l'absència de Gladia, Amadiro va qüestionar i va provar Jander a través de la visualització trimestral (telepresència). Daneel va formar part de l'establiment de Fastolfe i, per tant, estava ben protegit, però Jander estava a la casa de la Gladia molt menys hàbil, qüestionant-lo amb finalitats d'enginyeria inversa, era molt més fàcil. Gremionis va ser encoratjat a la cort de Gladia perquè tendien a fer caminades, permetent a Amadiro més temps per fer les proves. El sabotatge del cotxe estava destinat a capturar Daneel i completar l'anàlisi.
Quan Baley afirma que aquests experiments podrien haver conduït accidentalment a la desactivació de Jander, Amadiro s'apodera i admet que estava treballant amb Jander. Com a resultat, es veu obligat a comprometre's amb les polítiques de Fastolfe; Amadiro està d'acord amb el dret de la Terra a compartir en la colonització galàctica, mentre que Fastolfe dona a l'Institut les seves dades sobre el disseny de robots humaniformes. Baley, però, s'enfronta a Giskard, que admet que Vasilia, sense saber-ho, li va donar habilitats telepáticas durant els experiments quan era nena. Utilitzant el coneixement derivat de la ment de Han Fastolfe, Giskard va apagar Jander, per frustrar l'intent d'Amadiro de construir robots humaniformes. Giskard permet a Baley retindre el coneixement de les seves habilitats, però li impedeix revelar el secret.

## Personatges
- Elijah Baley Un Plainclothesman (detectiu policial) qui treballa a la Terra. És cridat per solucionar el cas a Aurora.
- Jezebel "Jessie" Baley la muller d'Elijah .
- Bentley Baley El fill d'Elijah .
- Gladia
- Wilson Roth
- Lavinia Demachek Undersecretary.
- Albert Minnim Superior de Lavinia.
- Han Fastolfe Un polític d'Aurora qui és acusat per extremistes de destruir un humaniform robot.
- R. Daneel Olivaw Ex-Soci de Baley, és el primer reeixit humaniform creació de Fastolfe.
- R. Giskard Reventlov Un robot Baley coneix en el camí a Aurora. Construït per Fastolfe.
- Jander Panell El robot que va ser destruït a Aurora. Al principi posseït per Fastolfe, va ser cedit a Gladia per ús.
- Roj Nemennuh Sarton El dissenyador de Daneel. Va ser assassinat a la Terra.
- Fanya La muller actual de Fastolfe.
- Pandion Un robot que serveix a Gladia.
- Borgraf Un robot que serveix a Gladia.
- Vasilia Aliena filla de Fastolfe. És una professional dels robots i és part de l'Institut de Robòtica d'Aurora contra Fastolfe.
- Lumen filla de Fastolfe amb qui ha poc contacte.
- Santirix Gremionis Un Auroran que repetidament es va oferir a Gladia. És dissenyador de roba, i va ser qüestionat per Baley.
- Brundij Un robot que serveix Gremionis.
- Kelden Amadiro El cap de l'Institut de Robòtica d'Aurora.
- Maloon Cicis Un robotista amb qui Baley va parlar per aconseguir a Amadiro.
- Rutilan Horder President de la Legislatura d'Aurora.